# بارتولومابرگ
بارتولومابرگ (به آلمانی: Bartholomäberg) یک منطقهٔ مسکونی در اتریش است که در ناحیه بلودنتس واقع شده‌است. بارتولومابرگ ۲٬۳۲۷ نفر جمعیت دارد.